# Caso sublativo
El caso sublativo (abreviado SUBL) se usa para referirse a casos gramaticales que expresan situaciones diferentes en idiomas como el finés, el tsez y el húngaro.
En húngaro y finlandés, expresa el destino del movimiento, originalmente a la superficie de algo (p. ej. sentarse en el suelo, trepar el árbol), pero también tiene otros significados figurados (p. ej. a la universidad, por dos noches), mientras que en tsez y otras lenguas caucásicas nororientales denota un movimiento a la parte de abajo o el área debajo de un objeto.
Ejemplos en finés:

minne - adónde?

jonne - dónde? (pronombre relativo)

moniaalle - a muchos lugares

kaikkialle - a todas partes